# Université Jagannath
L'université Jagannath (bengali : জগন্নাথ বিশ্ববিদ্যালয়) est une université publique financée par le gouvernement, à Sadarghat, Dacca, la capitale du Bangladesh. L'université Jagannath se trouve dans la partie sud de la ville de Dacca, près de la rivière Buriganga.